# Bothrocara tanakae
Bothrocara tanakae är en fiskart som först beskrevs av David Starr Jordan och Carl Leavitt Hubbs 1925.  Bothrocara tanakae ingår i släktet Bothrocara och familjen tånglakefiskar. Inga underarter finns listade.